# Grote Prijs Jean-Pierre Monseré 2020
Il Grote Prijs Jean-Pierre Monseré 2020, nona edizione della corsa e valida come prova dell'UCI Europe Tour 2020 categoria 1.1, si svolse l'8 marzo 2022 su un percorso di 196,8 km con partenza da Hooglede ed arrivo a Roeselare, in Belgio. La vittoria fu appannaggio dell'olandese Fabio Jakobsen, che completò il percorso in 4h41'27", precedendo i belgi Timothy Dupont e Alfdan De Decker.
Sul traguardo di Roeselare 122 ciclisti, su 144 partiti da Hooglede, portarono a termine la competizione.

## Squadre e corridori partecipanti
| N.      | Cod. | Squadra                     |
| ------- | ---- | --------------------------- |
| 1-7     | DQT  | Deceuninck-Quick Step       |
| 11-15   | LTS  | Lotto Soudal                |
| 21-27   | BVC  | B&B Hotels-Vital Concept    |
| 31-37   | WVA  | Bingoal-Wallonie Bruxelles  |
| 41-46   | CWG  | Circus-Wanty Gobert         |
| 51-57   | RIW  | Riwal Readynez Cycling Team |
| 61-67   | SVB  | Sport Vlaanderen-Baloise    |
| 71-77   | ARK  | Team Arkéa-Samsic           |
| 81-87   | ABC  | À Bloc Continental Team     |
| 91-97   | BAI  | Bike Aid                    |
| 101-107 | DHB  | Canyon Dhb-Soreen           |

| N.      | Cod. | Squadra                 |
| ------- | ---- | ----------------------- |
| 111-117 | CDT  | CCC Development Team    |
| 121-127 | EVO  | EvoPro Racing           |
| 131-137 | MET  | Metec-TKH-Mantel        |
| 141-146 | NRL  | Natura4Ever-RLM         |
| 151-157 | SCB  | SwiftCarbon Pro Cycling |
| 161-167 | SRA  | Swiss Racing Academy    |
| 171-177 | TIS  | Tarteletto-Isorex       |
| 181-187 | TCO  | Team Coop               |
| 191-196 | SVL  | Team SKS Sauerland NRW  |
| 201-207 | VWM  | VolkerWessels-Merckx    |
| 211-217 | BOH  | Bora-Hansgrohe          |

## Ordine d'arrivo (Top 10)
| Pos. | Corridore        | Squadra    | Tempo    |
| ---- | ---------------- | ---------- | -------- |
| 1    | Fabio Jakobsen   | Deceuninck | 4h41'27" |
| 2    | Timothy Dupont   | Circus     | s.t.     |
| 3    | Alfdan De Decker | Circus     | s.t.     |
| 4    | Luca Mozzato     | B&B        | s.t.     |
| 5    | Thomas Boudat    | Arkéa      | s.t.     |
| 6    | Boris Vallée     | Bingoal    | s.t.     |
| 7    | Florian Sénéchal | Deceuninck | s.t.     |
| 8    | Christophe Noppe | Arkéa      | s.t.     |
| 9    | Oscar Gatto      | Bora       | s.t.     |
| 10   | Enzo Wouters     | Tarteletto | s.t.     |